# Dorcadion panticapaeum
Dorcadion panticapaeum là một loài bọ cánh cứng trong họ Cerambycidae.